# Żwikiele
Żwikiele (dodatkowa nazwa w j. litewskim Žvikeliai) – wieś w Polsce położona w województwie podlaskim, w powiecie sejneńskim, w gminie Puńsk. Leży nad jeziorem Szejpiszki.
| SIMC    | Nazwa   | Rodzaj    |
| ------- | ------- | --------- |
| 1011661 | Jurzdyk | część wsi |

Wieś królewska położona była w końcu XVIII wieku  w powiecie grodzieńskim województwa trockiego. W latach 1975–1998 miejscowość administracyjnie należała do województwa suwalskiego.